# Janaab' Pakal
Ne doit pas être confondu avec K'inich Janaab' Pakal Ier.
Janaab' Pakal (parfois qualifié « l'ancien » ou appelé Pacal Ier pour le distinguer de Pacal II), mort le 6 mars 612, est un important personnage de la cité-État maya de Palenque.
On ignore quel rôle exact il a joué au début du VIIe siècle, pendant la période trouble où Palenque fut défaite deux fois (en 599 et 611) par sa rivale Calakmul. Nous le connaissons essentiellement parce que le glyphe de son nom est gravé sur la face ouest du sarcophage de K'inich Janaab' Pakal Ier dans le Temple des inscriptions. L'inscription sur le sarcophage, qui le désigne par le titre de k'uhul ajaw (« divin seigneur » en maya), normalement réservée au souverain, est intrigante parce qu'il ne semble pas avoir occupé le trône.
Peter Mathews évoque deux hypothèses. Janaab' Pakal pourrait être l'époux de la reine Yohl Ik'nal et le père du roi Ajen Yohl Mat et de Ix Sak K'uk'. Dans ce cas, il serait le grand-père maternel de K'inich Janaab' Pakal Ier. L'autre hypothèse, privilégiée par Mathews, fait de lui le frère cadet de Ajen Yohl Mat, qui mourut également en 612.
George et David Stuart évoquent la possibilité qu'il ait été non seulement le frère mais le co-souverain[Quoi ?] de Ajen Yohl Mat.